# Synidotea hikigawaensis
Synidotea hikigawaensis is een pissebed uit de familie Idoteidae. De wetenschappelijke naam van de soort is voor het eerst geldig gepubliceerd in 1974 door Nunomura.